# Elizabeth Andreevna Vorontsova-dashkova
Condessa Elizabeth Andreevna Vorontsova-Dashkova (nascida Condessa Shuvalova ; 25 de julho [ 6 de agosto ]  de 1845 , Pargolovo  - 28 de julho de 1924  , Wiesbaden ) - dama de honra da corte russa, mais tarde dama de estado , dama da cavalaria da Ordem de Santa Catarina. A esposa do cortesão mais influente - Conde Illarion Vorontsov-Dashkov.
Após a morte de seu irmão sem filhos em 1903, ela herdou as extensas, posses dos Shuvalovs da linha mais jovem (por exemplo, a propriedade da família Pargolovo ) e o majorado Vorontsov , incluindo o palácio deserto em Alupka , que ela devolveu a uma forma habitável.

## Família e primeiros anos
Elizabeth Andreevna ( Lily ) era a filha mais velha da família do Conde Andrei Pavlovich Shuvalov (1816-1876) e Sofia Mikhailovna Vorontsova (1825-1879). Nascida em Pargolovo , ela foi batizada em 23 de agosto de 1845 na Igreja local do Salvador Não Feito por Mãos com a percepção do Príncipe M. S. Vorontsov, em cuja pessoa estavam presentes o tio do recém-nascido Conde P. P. Shuvalov e a avó Princesa V. P. Butera.
Seu pai era filho do diplomata Conde Paulo Andreievich Shuvalov e herdeiro de uma grande fortuna. A mãe era filha de Elizabeth Ksaverevna, nascida Condessa Branitskaya e St. Príncipe Mikhail Semyonovich Vorontsov (versões não padronizadas são conhecidas sobre sua paternidade)  . A vida familiar dos Shuvalov não foi particularmente bem-sucedida: desde a década de 1850, o conde mantinha um relacionamento com outra mulher e, de fato, os cônjuges moravam em casas diferentes.

## Casamento

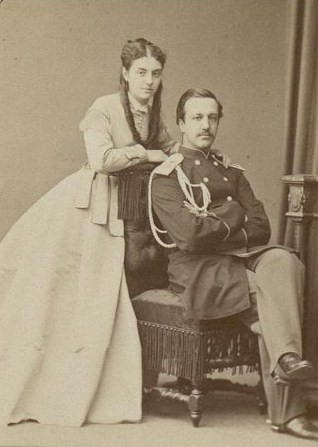
Elizabeth com seu noivo, o Conde Vorontsov-Dashkov.

O noivo de Elizabeth Andreevna era seu primo em quarto grau, o conde Illarion Ivanovich Vorontsov-Dashkov (1837-1916), filho do conde Ivan Illarionovich Vorontsov e sua esposa Alexandra Kirillovna , nascida Naryshkina. O conde era o amigo mais próximo do futuro imperador Alexandre III , que considerou sua candidatura como esposa de Maria Meshcherskaya . O czarevich acreditava que “seria um grande marido: um sujeito honesto, nobre e inteligente. Eu ficaria perfeitamente feliz e em paz se isso acabasse  .
No entanto, Vorontsov-Dashkov preferiu cortejar Lily, e as famílias Vorontsov e Shuvalov reagiram favoravelmente a esta união, que uniu dois ramos da família descendentes dos irmãos Roman e Ivan Illarionovich Vorontsov  . E. S. Andreevsky escreveu em suas memórias: “A princesa está muito feliz com o casamento de sua neta Shuvalova com o conde Vorontsov-Dashkov  ”. O casamento, que aconteceu em 22 de janeiro de 1867 na Catedral de Santo Isaac  , foi, segundo Andreevsky, "apressado". Isso se deveu ao pai da noiva, que "devido ao perigoso liberalismo" foi obrigado a deixar São Petersburgo dentro de três dias. 
Apesar do "caráter rebelde e decisivo  " da condessa, a união foi feliz, o casal se importava sinceramente um com o outro. Assim, a morte do conde Shuvalov, que aconteceu em 14 de abril de 1876, coincidiu com uma grave doença pulmonar de Elizabeth Andreevna. Sua condição era tão grave que Illarion Ivanovich, que se recusou a servir por este período (Vorontsov-Dashkov nem sequer frequentou as aulas de verão do Corpo de Guardas , do qual era chefe do Estado-Maior) e informou diariamente a princesa Maria Feodorovna em telegramas sobre o curso da doença, não se atreveu a informar sua esposa da morte súbita de seu pai  .
Vorontsov-Dashkov e sua esposa estavam entre as pessoas mais confiáveis e próximas da família imperial. O conde foi um parceiro constante de Alexandre III no jogo de cartas e na caça real. Todos de São Petersburgo se reuniram na casa dos Vorontsov no aterro inglês . Um convidado regular em casa A. Polovtsov , relatando o casamento da filha mais velha dos Vorontsovs, ocorrido em 8 de abril de 1890, escreveu: “A celebração ocorre com pompa especial devido à presença de suas majestades e toda a família reinante. Uma multidão de convidados cambaleia pelas salas de estar ...  "Na casa dos Vorontsov-Dashkovs em 27 de janeiro de 1887, uma leitura da peça de L. N. Tolstoy " The Power of Darkness”, contra a produção da qual a censura e o próprio conde se opuseram. As leituras foram organizadas em muitas salas de estar seculares, mas o imperador e sua esposa estavam presentes nos Vorontsovs. Alexandre III gostou da peça, desejou estar presente no ensaio geral. As boas relações com a família imperial continuaram mesmo após a morte de Alexander Alexandrovich em 1894. As crianças Vorontsov faziam parte do círculo íntimo do novo imperador Nicolau II . V. N. Voeikov escreveu: “O soberano sentiu-se muito à vontade nesta família, na qual ele estava facilmente na infância, sendo da mesma idade que os filhos do conde Vorontsov-Dashkov  ”.

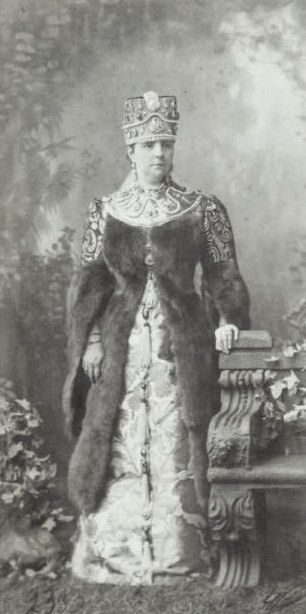
A Condessa Vorontsova-Dashkova no baile em estilo russo no Palácio de Vladimir em 1883.

A década de 1890 foi escurecida para Elizabeth Andreevna por uma série de infortúnios. Em 1893, na véspera do casamento de sua irmã Sophia, seu filho de 19 anos, Roman, ou, como era chamado na família, Romashka , morreu de doença . O grão-duque Alexander Mikhailovich escreveu a seu irmão Sergei : “Fiquei terrivelmente impressionado com a morte de Roman. Imagino o luto da família, é terrível, tão inesperado. Em 8 de dezembro de 1897, após uma caçada, o filho mais velho, Ivan, morreu tragicamente de infecção. Houve uma grande briga com seu filho Illarion em conexão com o namoro deste último com I. V. Naryshkina. Illarion Ivanovich escreveu: “Hoje recebi uma carta de minha mãe, na qual ela me informa que você pediu a mão de Irina Naryshkina. Não posso esconder de você que o que você fez me deixou extremamente chateado. Parece que nem eu nem sua mãe merecemos uma atitude tão sem cerimônia e sem coração de sua parte. Você poderia nos avisar de sua intenção, consultar-nos, finalmente pedir nossa bênção para um passo tão importante  . Em 28 de junho de 1905, durante a habitual recepção de visitantes, o genro dos Vorontsov-Dashkovs, o prefeito de Moscou, Conde P. P. Shuvalov , foi morto pelo terrorista Kulikovsky.
A doença de Illarion Ivanovich progrediu. A condessa acompanhava o marido em todos os seus negócios. Durante a viagem do governador em 1906 a Erivan, Elizabeth Andreevna foi com ele para inspecionar unidades militares e instituições de ensino. Em novembro de 1914, o imperador Nicolau, que viajava pelo Cáucaso, foi recebido na estação pela condessa Vorontsova-Dashkova. Devido à saúde precária, Vorontsov não pôde receber o imperador nem mesmo no palácio  . Isso permitiu ao deputado Chkheidze , falando na Duma, declarar que “o exército caucasiano é comandado não pelo Supremo Comandante-em-Chefe e não pelo vice -rei , mas pela condessa Vorontsova-Dashkova, enredada nas redes armênias ." Mais tarde, sua nora, Anna Ilyinichna, lembrou: “Para cada discurso de Chkheidze, eu caía freneticamente, como se fosse responsável por ele. Devo admitir que eu... não o suportava, tanto por suas visões políticas quanto por minhas histórias com minha mãe  . O grão-duque Andrei Vladimirovich , relatando em seu diário que “o pobre conde Vorontsov é completamente divagante ”, escreveu em 17 de janeiro de 1915: “A condessa não deixa ninguém entrar para vê-lo, aceita pessoalmente todos os relatórios e administra pessoalmente todo o Cáucaso, tanto na parte civil e na militar ". O comandante do comboio Vorontsov-Dashkov, N. A. Bigaev, em suas notas “Os últimos governadores do Cáucaso (à luz de memórias pessoais)” relataram que “estavam terrivelmente com medo da condessa”. Mesmo antes de sua chegada ao Cáucaso, os rumores das pessoas diziam que "a condessa é algo terrível que ela conhece princesas reais estrangeiras com um aceno de cabeça". A sua aparência austera e orgulhosa levou os convidados a terem medo de se sentar à mesa ao lado dela, e alguns militares geralmente preferiam não comparecer às recepções do governador, pois "não conseguiam vencer o" medo " que os prendeu na presença da majestosa condessa." Mesmo na presença da família real, ela "permaneceu ela mesma: severa, genuinamente importante e pouco acessível". Segundo Bigaev, "ela era rigorosa e dura, primeiro consigo mesma e depois com todos". Durante o pânico em Tíflis,Sarykamysh , Elizabeth Andreevna foi oferecida para evacuar, ao que receberam a resposta da condessa: “Só os covardes fogem. Em vez de organizar a defesa de sua terra natal, sua cidade natal, parte da população, especialmente os armênios, foge vergonhosamente, não poupando meios para isso. Eu não vou sair." Nikolai Alexandrovich observou que Elizabeth Andreevna era "uma mulher gentil, a quem era preciso poder" aplicar "  ."
O conde deixou o Cáucaso com sua esposa e filho Alexandre pouco antes de sua morte, que aconteceu em 15 de janeiro de 1916 em Alupka . A imperatriz Alexandra Feodorovna escreveu naquele dia: “Pobre condessa Vorontsova. Ela vai ansiar por seu doce e velho marido…  »
A última reunião de Elizabeth Andreevna com a imperatriz ocorreu em 8 de fevereiro de 1917. Após a revolução, a condessa partiu para Essentuki , onde a maior parte da família logo se reuniu. Mais tarde, ela foi presa e colocada em uma prisão em Pyatigorsk. Durante a ofensiva do Exército Voluntário, os Vorontsov-Dashkovs conseguiram deixar a Rússia: em abril de 1919, Elizabeth Andreevna, com a família da filha mais nova da Condessa I. I. Sheremeteva, deixou seu Palácio Alupka em um dos navios ingleses com destino a Malta .
A condessa Elizabeth Andreevna Vorontsova-Dashkova morreu em 1924 e foi enterrada no cemitério de Wiesbaden.

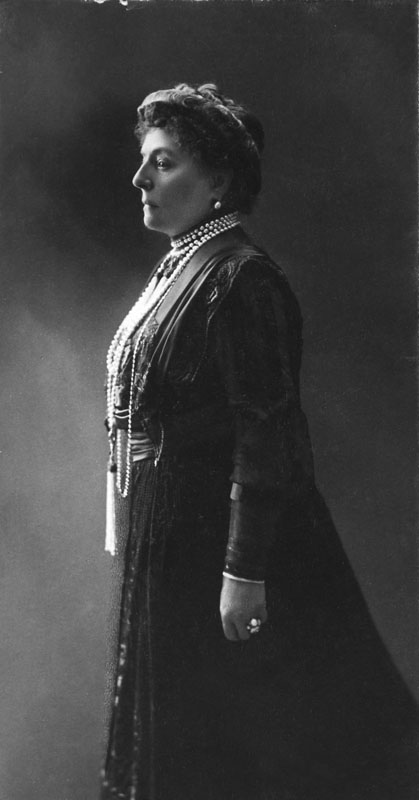
Elizabeth em 1904.

## Posses
Em 23 de dezembro de 1903 (5 de janeiro de 1904), o irmão de Elizabeth Andreevna, Mikhail Andreevich, Sua Alteza Sereníssima Príncipe Vorontsov, Conde Shuvalov (1850-1904), morreu, sem deixar herdeiros diretos. Por decisão do Tribunal Distrital de São Petersburgo de 1º de maio de 1904, Elizabeth Andreevna tornou-se a herdeira do Vorontsovsky Majorate  . Entre outras coisas, ela herdou a siderúrgica Yugo-Kama, um prédio de apartamentos em São Petersburgo, um palácio em Alupka , as propriedades de Pargolovo , Andreevskoye e outros, que ela melhorou ativamente. Tendo unido em suas mãos as posses dos Vorontsovs, Shuvalovs e Vorontsov-Dashkovs, Elizabeth Andreevna e seu marido se tornaram um dos maiores proprietários de terras. Eles possuíam 21 propriedades com uma área de mais de 160 mil hectares .terra, vários lagares e fábricas de azeite, uma fábrica e vários cortiços, 10 campos petrolíferos na Península de Absheron  . Um dos subordinados de seu marido, em suas memórias do Conde Illarion Ivanovich, comentou: "Ele era rico, e sua esposa é ainda mais rica ...  "
Em 1912, Elizabeth Andreevna tentou conseguir a transferência do majorado não para seu neto Illarion Ivanovich (1893-1920), mas para sua mãe Varvara Davydovna. No entanto, ela foi recusada  .
Após a revolução, todas as propriedades familiares foram nacionalizadas .

## Atividades beneficentes
Como outras senhoras da alta sociedade, Elizabeth Andreevna dedicou muito tempo a atividades de caridade. Juntamente com o marido, que desde 1904 atuou como presidente da Diretoria Principal da Cruz Vermelha Russa , ela estava envolvida nos assuntos da sociedade. O pagamento de pensões e benefícios ocupou uma parte significativa da renda da família Vorontsov-Dashkov (por exemplo, em 1906 foram pagos cerca de 11.000 rublos). Ao dividir as propriedades dos pais, as irmãs Elizabeth e Ekaterina Andreevna alocaram 9.300 rublos para caridade  .
A Condessa estava encarregada do estabelecimento de St. Nina .
Vorontsova-Dashkova era o presidente do Comitê Caucasiano de Assistência às Vítimas de Guerra. No palácio do governador no Cáucaso, foi instalado um armazém para socorrer os feridos, com o nome da imperatriz. Durante os anos de guerra , os quartos de São Petersburgo e outras mansões Vorontsov foram fornecidos para deficientes, o que, segundo A. I. Vorontsova-Dashkova, foi "o maior erro" e contribuiu para a propaganda contra os proprietários. Na casa da sogra, ela ouviu as palavras de que "para uma velha, tudo isso... e todos os empregados... e a igreja é dela  ".
Esta actividade foi marcada com a distinção de 1º grau da Cruz Vermelha  .

## Descendência
- Ivan Illarionovich (1868-1897) - Coronel, ajudante em. livro. Mikhail Alexandrovich . Desde 1891, ele é casado com Varvara Davydovna Orlova (1870-1915), filha do tenente-general D. I. Orlov .
- Alexandra Illarionovna (1869-1959) - dama de honra, desde 1890 a esposa do conde Pavel Pavlovich Shuvalov (1859-1905).
- Sofia Illarionovna (1870-1953) - desde 1893 a esposa de Elim Pavlovich Demidov , Príncipe de San Donato (1868-1943). Filho Vladimir (1907-1983)
- Maria Illarionovna (1871-1927) - desde 1894, esposa do conde Vladimir Vladimirovich Musin-Pushkin (1870-1923).
- Irina Illarionovna (1872-1959) - desde 1892, esposa do conde Dmitry Sergeevich Sheremetev (1869-1943).
- Roman Illarionovich (1874-1893) - aspirante e denominador do Corpo de Cadetes Navais .
- Illarion Illarionovich (1877-1932) - desde 1900 ele é casado com Irina Vasilievna Naryshkina (1879-1917). O casamento acabou em divórcio. De 1915 a 1922 ele foi casado com Lyudmila Nikolaevna Ushkova, nascida Zeidler (falecida em 1943).
- Alexandre Illarionovich (1881-1938) - ala ajudante. Desde 1916 é casado com Anna Ilyinichna Mamatsashvili , nascida Princesa Chavchavadze (1891-1938), neta do Príncipe D. A. Chavchavadze .